# تاريخ الفكر الاقتصادي
تاريخ الفكر الاقتصادي هو جزء من أجزاء علم الاقتصاد ويهتم بدراسة التطورات التي حصلت في الاقتصاد خصوصا في النظرية الاقتصادية بشقيها الجزئي والكلي، بالإضافة إلى إن هذا الجزء يدرس الأفكار التي قدمها علماء الاقتصاد عبر الزمن أمثال ابن خلدون وآدم سميث وكارل ماركس وجون ماينارد كينز وديفيد ريكاردو وغيرهم.
تاريخ الفكر الاقتصادي هو فرع من فروع علم الاقتصاد بحيث يهتم بدراسة التطورات والنظريات الاقتصادية اللتي بنت الاقتصاد وجعلته ما هو عليه الآن والأفكار التي قدمها علماء الاقتصاد عبر الزمن
أمثال (ابن خلدون)،(آدم سميث)،(كارل ماركس)،(جون ماينارد كينز)،(دافيد ريكاردو) وغيرهم.
يتعامل تاريخ الفكر الاقتصادي مع المفكرين ومع مختلف النظريات في هذا الموضوع الذي أصبح يعرف بالاقتصاد السياسي أو اقتصاديات السياسة منذ القدم إلى يومنا هذا، إنه يشمل العديد من
المدارس المختلفة للفكر الاقتصادي.
الكتاب اليونانيون القدامى كالفيلسوف (أرسطو) مثلا قام بدراسة وتحليل الأفكار المتعلقة بفن اكتساب الثروة وتساءل عما إذا كان من الأفضل أن تُترك الملكية في أيدي القطاع الخاص أو العام.
في العصور الوسطى، جادل علماء المذاهب مثل (توما الأكويني) أنه من الالتزام الأخلاقي للشركات أن تبيع السلع بسعر عادل.
منذ العصور الوسطى، كان الاقتصاد يتطوّر تقريبا بشكل حصري في الغرب حتى القرن 20.
الفيلسوف الإسكتلندي (آدم سميث) غالبا ما أُشير إليه بأنه «أب الاقتصاد الحديث» نسبة لأطروحتة «ثروة الأمم (1776)» حيث كانت أفكاره مبنية على مجموعة كبيرة من العمل الجسماني من أسلافه في
القرن الثامن عشر، وأيضا كانت مبنية بصفة خاصة من المذهب الطبيعي، وظهر كتابه عشية الثورة الصناعية، مُقترنا بذلك مع تغيرات كبيرة في الاقتصاد.

## الفكر الاقتصادي القديم (قبل 500 ق.م.)

### اليونان القديمة
هيسيودس، النشط خلال الفترة بين 750 و 650 ق.م. كتب أول الأعمال المعروفة المتعلقة بأصول الفكر الاقتصادي، عايش هوميروس في نفس الحقبة.

### الصين
فان لي (المعروف أيضًا باسم تاو جو غونغ)، مستشار الملك غويان في منطقة يو، كتب عن القضايا الاقتصادية وطور مجموعة «قواعد الأعمال الذهبية».

### الهند
تشانايكا من الإمبراطورية الماورية، الف الأرثشسترا مع عدد من المفكرين الهنود، وهي ثلاثية عن أنظمة الدولة والسياسات الاقتصادية والاستراتيجيات العسكرية. بحسب الأرثشسترا، هناك أربعة مجالات معرفية ضرورية هي الفيداس والأنفيكشاكي وعلوم الحكم وعلوم الاقتصاد. من هذه الاربعة ومنها فقط تنبثق جميع المعارف الأخرى والثروات والازدهار.

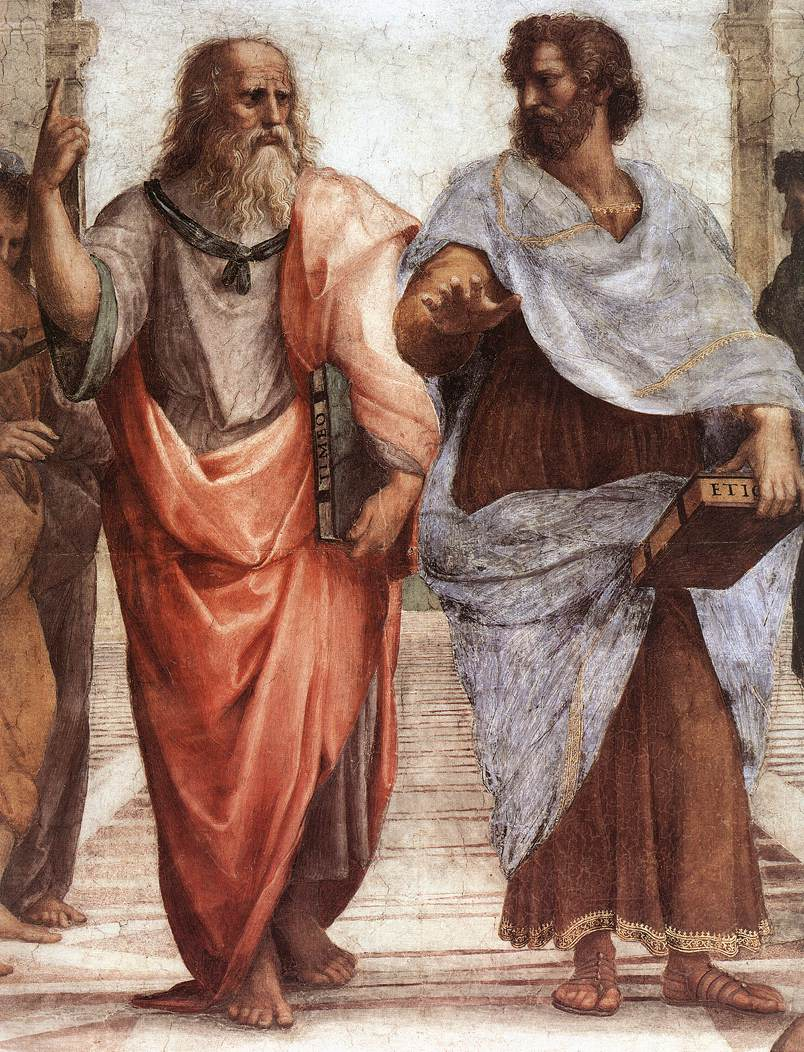

### العالم اليوناني – الروماني
يشرح حوار أفلاطون «الجمهورية» المدينة الفاضلة التي يحكمها الحكماء الملوك وفيها تحديد لتخصص اليد العاملة والإنتاج. بحسب جوزيف شومبيتر، كان افلاطون أول من تحدث عن القيمة المدينة للمال، باعتبار أن المال هو وحدة لقياس الديون.
حللت «السياسة» لارسطو أنظمة مختلفة للدولة والحكم (ملكي، ارسطوقراطي، حكومة دستورية، دكتاتورية، أوليغارشية أو ديموقراطية) منتقدًا نموذج افلاطون عن الملوك-الفلاسفة. ما اثار اهتمام الاقتصاديين في أعمال أرسطو، كان النموذج الذي قدمه عن مجتمع يتشارك ابناؤه ملكية الموارد فيه. نظر أرسطو لهذا النموذج على أنه أنثيما اولغرشية.

## الفكر الاقتصادي في العصور الوسطى

### توما الأكويني
كان توما الأكويني لاهوتيًا إيطاليًا وكاتبًا اقتصاديًا. درّس في كل من كولونيا وباريس، وكان جزءًا من مجموعة من العلماء الكاثوليك المعروفين بالمدرسين، والذين نقلوا استفساراتهم إلى ما بعد اللاهوت، إلى المناقشات الفلسفية والعلمية. تناول توما الاكويني في أطروحة «الخلاصة اللاهوتية» مفهوم السعر العادل الذي اعتبره ضروريًا لإعادة إنتاج النظام الاجتماعي. على غرار العديد من المفاهيم الحديثة للتوازن طويل المدى، كان السعر العادل كافيًا لتغطية تكاليف الإنتاج، بما في ذلك إعالة العامل وأسرته. جادل الأكويني أنه من غير الأخلاقي أن يرفع البائعون أسعارهم لمجرد أن المشترين لديهم حاجة ملحة لمنتج ما.
يناقش الأكويني عددًا من الموضوعات في شكل أسئلة وأجوبة وكراسة جوهرية تتناول نظرية أرسطو. يتعلق السؤالان 77 و 78 بالقضايا الاقتصادية، وبشكل أساسي ما يمكن أن يكون عليه السعر العادل ونزاهة البائع الذي يوزع البضائع الفاسدة. جادل الأكويني ضد أي شكل من أشكال الغش وأوصى دائمًا بدفع تعويض مقابل الخدمة الجيدة. في حين أن القوانين الإنسانية قد لا تفرض عقوبات على التعامل غير العادل، إلا ان القانون الإلهي قد فعل ذلك حسب رأيه.

### دانز سكوطس
كان دانز سكوطس (1265-1308) الإسكتلندي الذي تعلّم في أكسفور و;كولونيا وباريس أحد أبرز نقاد توما الأكويني. في عمله سنتينتياي (1295)، اعتقد سكوطس أن بإمكانه أن يكون أكثر دقة من الأكويني في احتساب سعر عادل، مع التركيز على تكاليف العمالة والنفقات، على الرغم من أنه أدرك أن هذا الأخير قد يكون مضخمًا بسبب المبالغة لأن تصور المشترين والباعة عن السعر العادل عادة ما يكون مختلفًا. إذا لم يستفد الأشخاص من عملية التبادل هذه، في نظر سكوطس، فلن يتداولوا. قال سكوطس أن التجار يقومون بدور اجتماعي ضروري ومفيد عبر نقل البضائع وإتاحتها للجمهور.

### جان بوريدان
كان جان بوريدان كاهنًا فرنسيًا نظر للمال من زاويتين: يمكن أن تختلف قيمته المعدنية وقدرته الشرائية بحسب رأيه، وقال إن العرض والطلب الكليين وليس الفرديين يحددان أسعار السوق. وبالتالي، بالنسبة له كان السعر العادل هو ما يريده المجتمع بشكل جماعي وليس فردًا واحدًا منه فقط.

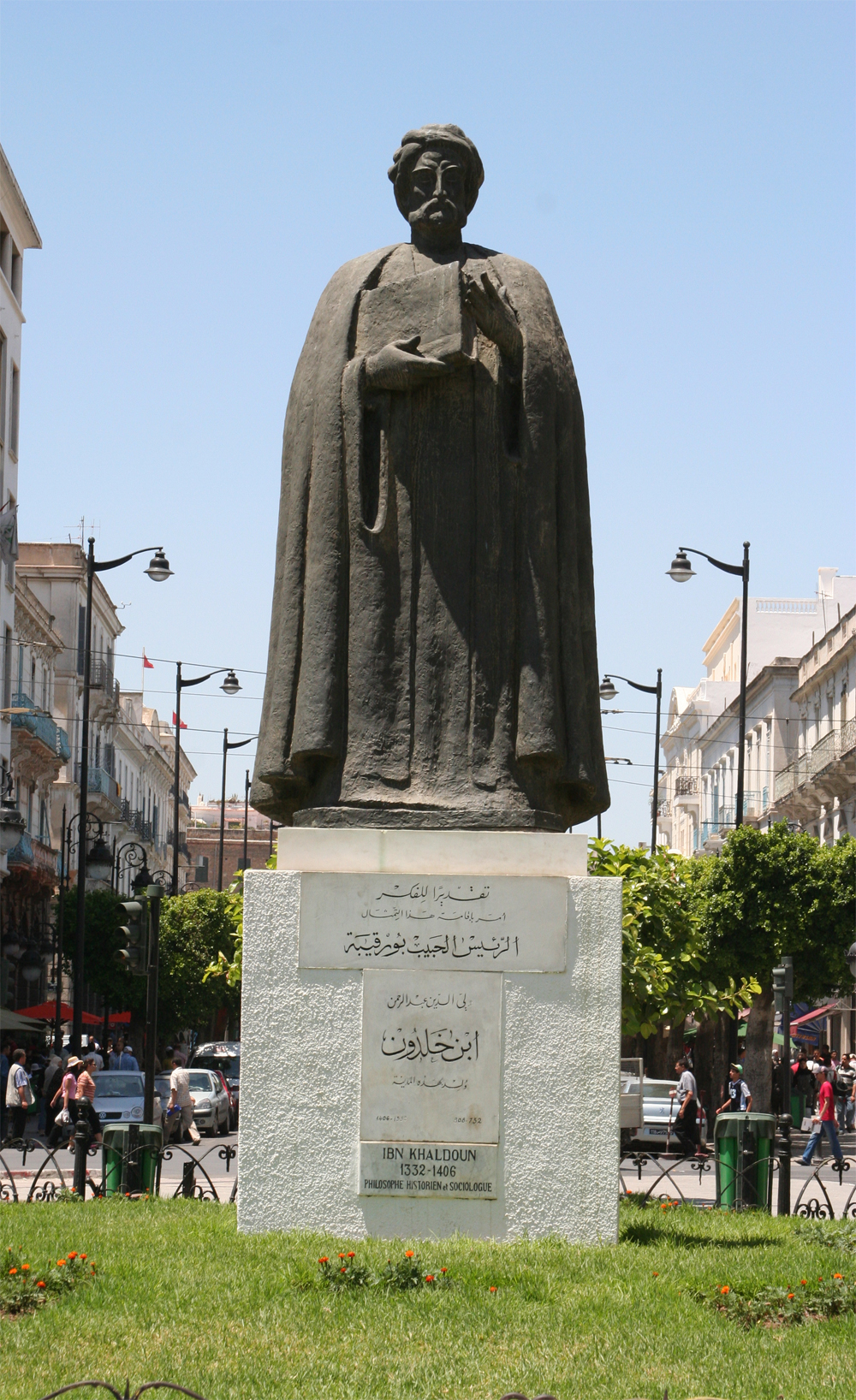
ابن خلدون

### ابن خلدون
حتى صدور عمل جوزيف سبينجلر عام 1964 بعنوان «الفكر الاقتصادي للإسلام: ابن خلدون، كان آدم سميث يعتبر «أب الاقتصاد». يوجد الآن مرشح ثانٍ هو العالم العربي المسلم ابن خلدون (1332-1406) من تونس، رغم أن التأثير الذي كان يتمتع به ابن خلدون في الغرب غير واضح. وصف أرنولد توينبي ابن خلدون بأنه «عبقري» يبدو أنه «لم يكن يستلهم من أسلافه ولم يعاشر معاصريه، وحتى الآن تعتبر مقدمة ابن خلدون بلا شك أعظم عمل من نوعه لم يبتكره أي عقل في أي وقت أو مكان. عبّر ابن خلدون عن نظرية دورة حياة الحضارات وتخصص العمل، قيمة المال كوسيلة للتبادل وليس كمخزن للقيمة المتأصلة. كانت أفكاره حول الضرائب تشبه إلى حد كبير منحنى لافر الذي يفترض أنه بعد نقطة معينة تثبط الضرائب الأعلى الإنتاج وتتسبب في انخفاض الإيرادات.

## الاتجارية والتجارة العالمية (من القرن السادس عشر حتى القرن الثامن عشر)
سيطرت الاتّجارية على أوروبا من القرن السادس عشر إلى القرن الثامن عشر. على الرغم من محلية العصور الوسطى، إلا أن تراجع الإقطاع بدأ بتعزيز الأطر الاقتصادية الوطنية الجديدة. بعد أن فتحت رحلات كريستوفر كولومبوس وغيرها من المستكشفين في القرن الخامس عشر فرصًا جديدة للتجارة مع العالم الجديد ومع آسيا، أرادت الملكيات حديثة القوة إنشاء دولة عسكرية أكثر قوة لتعزيز مكانتها. كانت الاتجارية حركة سياسية ونظرية اقتصادية دعت إلى استخدام القوة العسكرية للدولة لضمان حماية الأسواق المحلية ومصادر الإمداد، ما أدى لظهور الحمائية.
يرى منظرو الاتجارية أن التجارة الدولية لا يمكن أن تعود بالنفع على جميع البلدان في نفس الوقت. كانت النقود والمعادن الثمينة هي المصدر الوحيد للثروات في نظرهم، ويجب تخصيص موارد محدودة بين البلدان، وبالتالي ينبغي استخدام الرسوم والتعرفات لتشجيع الصادرات التي تجلب الأموال إلى البلاد، وتثبيط الواردات التي تخرجها منها. بمعنى آخر، يجب الحفاظ على توازن إيجابي في التجارة من خلال فائض من الصادرات تدعمه القوة العسكرية. على الرغم من انتشار نموذج الاتجارية، إلا أن المصطلح لم يُصغ حتى عام 1763، من قبل فيكتور دي ريكيتي وماركيز دي ميرابو (1715-1789) ثم شهره آدم سميث عام 1776 وهو كان من أشد معارضيه.

### مدرسة سلامنكا
في القرن السادس عشر، طورت المدرسة اليسوعية في سلامانكا في إسبانيا النظرية الاقتصادية إلى مستوى عالٍ، مساهماتها نُسيت حتى القرن العشرين.

## ما قبل الكلاسيكية (القرنين السابع عشر والثامن عشر)

### عصر التنوير البريطاني
في القرن السابع عشر مرت بريطانيا بأوقات عصيبة، لم تتوقف مصائبها عند الانقسام السياسي والديني في الحرب الأهلية الإنجليزية، ولا عند وإعدام الملك تشارلز الأول أو ديكتاتورية كرومويليان، لكن أصابها أيضًا الطاعون العظيم في لندن والنار العظيمة. أدت استعادة النظام الملكي في عهد تشارلز الثاني، الذي كان متعاطفًا مع الرومان الكاثوليك، إلى تأجج الاضطرابات والصراعات، فأطيح بخليفته ذات النزعة الكاثوليكية الملك جيمس الثاني. تربع مكانه البروتستانتي ويليام أوف أورانج وماري، اللذان وافقا على وثيقة الحقوق 1689، ما يضمن أن البرلمان كان هو صاحب الكلمة في ما أصبح يعرف في ما بعد باسم الثورة المجيدة.
ورافق الاضطراب عدد من التطورات العلمية الرئيسية، بما في ذلك اكتشاف روبرت بويل لضغط الغاز الثابت (1660) ونشر السير إسحاق نيوتن لعمله الشهير «الأصول الرياضية للفلسفة الطبيعية» عام 1687 التي شرحت قوانين نيوتن للحركة وقانون الجاذبية.
كل هذه العوامل حفزت تقدم الفكر الاقتصادي. على سبيل المثال، قام ريتشارد كانتيلون (1680-1734) باستنساخ قوى نيوتن من العطالة والجاذبية في العالم الطبيعي غلى العقل البشري والمنافسة السوقية في العالم الاقتصادي. في مقالته عن طبيعة التجارة بشكل عام، جادل كانتيلون بأن المصلحة الذاتية العقلانية في نظام من الأسواق التي تتكيف بحرية ستؤدي حتمًا إلى النظام وإلى أسعار متبادلة ومتوافقة. على عكس المفكرين الاتجاريين، بالنسبة لكانتيلون، لا يُعثرعلى الثروة ولا تكون بالتجارة إنما العمل البشري. كان جون لوك أول من ربط هذه الأفكار بإطار سياسي.

#### جون لوك
ولد جون لوك (1632-1704) بالقرب من  مدينة بريستول الإنكليزية، وتلقى تعليمه في لندن وأكسفورد. يُعتبر أحد أهم الفلاسفة في عصره، بشكل رئيسي بسبب انتقاده دفاع توماس هوبز عن الحكم المطلق في لوياثان (1651) ونظرية العقد الاجتماعي. يعتقد لوك أن الناس متعاقدون في المجتمع وهو ملزَمٌ بحماية حقوق الملكية الخاصة بهم. حدد لوك الملكية على نطاق واسع لتشمل حياة الناس وحرياتهم وثرواتهم. عندما جمع الناس عملهم مع محيطهم، خلق ذلك ما يعرف بحقوق الملكية.
قال لوك إنه لا ينبغي على الحكومة أن تتوقف فقط عن التدخل في ممتلكات الناس (أو «في حياتهم وحرياتهم وممتلكاتهم»)، إنما يجب عليها أيضًا أن تعمل بشكل إيجابي لضمان حمايتهم. عُرضت آراؤه بشأن السعر والمال في رسالة إلى عضو في البرلمان عام 1691 بعنوان «بعض الاعتبارات المتعلقة بتبعات خفض الفائدة وزيادة قيمة المال» (1691)، بحجة أن «سعر أي سلعة يرتفع أو ينخفض حسب عدد المشترين والبائعين»، وهي قاعدة عالمية تنطبق على جميع الأشياء التي تباع أو تشترى.

#### دودلي نورث
كان دودلي نورث (1641-1691) تاجرًا ثريًا وملّاكًا للأراضي عمل لدى خزينة صاحبة الجلالة وعارض معظم السياسات الإتجارية. جادلت منشوراته حول التجارة (1691)، التي نُشرت دون الكشف عن هويته، ضد افتراض الحاجة إلى وجود توازن تجاري مناسب. قال نورث إن التجارة تعود بالنفع على كلا الطرفين وتعزز التخصص وتقسيم العمل وتؤمّن الثروة للجميع. كما قال إن تنظيم التجارة يتداخل مع هذه الفوائد.

#### ديفيد هيوم
وافق ديفيد هيوم (1711-1776) مع فلسفة الشمال وندد بالافتراضات الإتجارية. حُددت مساهماته في «الخطابات السياسية» (1752)، ودُمجت لاحقًا في مقالاته، «الأخلاقية، السياسية، الأدبية» (1777).
أكد هيوم أن أي فائض من الصادرات سيُدفع عبر واردات من الذهب والفضة. من شأن هذا الأمر أن يزيد من المعروض النقدي، ما يتسبب بارتفاع الأسعار، فيؤدي بدوره إلى انخفاض الصادرات حتى تتم استعادة التوازن مع الواردات في السوق.

#### برنارد مندفيل
كان برنارد ماندفيل (1670-1733) فيلسوفًا إنكليزيًا-هولنديًا، وخبيرًا سياسيًا وناقدًا ساخرًا. أطروحته الرئيسية هي أن تصرفات الرجال لا يمكن تقسيمها إلى عليا وسفلى. حياة الإنسان العليا هي مجرد خيال قدمه الفلاسفة والحكام لتبسيط الحكومة وعلاقات المجتمع. في الواقع، فإن الفضيلة (التي عرّفها ماندفيل على أنها «كل أداء يقوم به الإنسان، على عكس حافز الطبيعة، ينبغي أن يسعى لمنفعة الآخرين أو عواطفه الخاصة، بدافع الطموح العقلاني للقيام بعمل صالح) تضر تقدّم الدولة تجاريًا وفكريًا، ذلك لأن الرذائل هي وحدها التي، عن طريق الاختراعات وتداول رأس المال سعيًا لتحقيق الحياة الفاخرة، تحفز المجتمع على العمل والتقدم.

## الكلاسيكية  (القرنين الثامن عشر والتاسع عشر)

### فرديناندو جالياني وكتاب «عن المال»
عام 1751، نشر فيلسوف من مدينة نابولي يدعى فرديناندو جالياني مقالة شبه شاملة حول النقود تسمى ديلا مونيتا أو «عن المال»، خمسة وعشرون عامًا قبل «ثروة الأمم» لآدم سميث، وبالتالي يُنظر إليه على أنه أول تحليل اقتصادي حديث. في أقسامها الخمسة، غطت ديلا مونيتا جميع الجوانب الحديثة للنظرية النقدية بما في ذلك قيمة المال وأصله وتنظيمه كما غطت التضخم. ظل الاقتصاديون يستشهدون بنص هذه المقالة لعدة قرون وكان أبرزهم كارل ماركس والاقتصادي النمساوي جوزيف شومبيتر.

### آدم سميث و كتاب «ثروة الأمم»
يعتبر الإسكتلنديّ آدم سميث (1723-1790) أب الاقتصاد أو أب الاقتصاد السياسي الحديث. تصادف صدور تقريره عام 1776 بعنوان «تحقيق في طبيعة وأسباب ثروة الأمم» مع الثورة الأمريكية، وجاء قبل فترة وجيزة من ثورات أوروبا التي اعتبرت ارتدادًا واسع النطاق للثورة الفرنسية، كما تزامن مع بزوغ فجر ثورة صناعية جديدة سمحت بمزيد من الثروة التي كانت تُجمع على نطاق أوسع من أي وقت مضى.
كان سميث فيلسوفًا أخلاقيًا اسكتلنديًا، وكان كتابه الأول يحمل عنوان «نظرية المشاعر الأخلاقية» (1759). قال آدم سميث في كتابه هذا إن النظم الأخلاقية للناس تتطور من خلال العلاقات الشخصية مع الأفراد الآخرين، أما الصواب والخطأ فيستشعران من خلال ردود فعل الآخرين على سلوك الفرد. أكسب هذا الكتاب سميث شهرة وشعبية أكبر من عمله التالي الذي حمل عنوان «ثروة الأمم» الذي تجاهله الجمهور في البداية، لكن  تحفته الأشهر كانت ناجحة في الأوساط المهمة.

### اليد الخفية لآدم سميث
جادل سميث مدافعًا عن مفهوم «نظام الحرية الطبيعية» حيث الجهد الفردي هو منتج الخير الاجتماعي. اعتقد سميث أنه حتى الأنانيين في المجتمع سيعملون لصالح الجميع عندما يتصرفون في سوق تنافسية. لا تمثل الأسعار غالبًا القيمة الحقيقية للسلع والخدمات. بعد جون لوك، اعتقد سميث أن القيمة الحقيقية للأشياء تُستمدّ من كمية العمل المستثمر فيها.
«يكون الإنسان غنيًا أو فقيرًا وفقًا لدرجة تمكنه من الاستمتاع بضروريات الحياة البشرية ووسائل الراحة فيها. ولكن بمجرد أن يطبق تقسيم العمالة، لن يستطيع عمل هذا الشخص أن يزوده إلا بجزء صغير من هذه الأشياء. يجب أن يستمد الجزء الأكبر منها من عمل الآخرين، وبالتالي يكون غنيًا أو فقيرًا وفقًا لكمية هذا العمل الذي يمكنه شراؤه. لذلك، فإن قيمة أي سلعة بالنسبة للشخص الذي يمتلكها، إذا كان لا يبغي استخدامها أو استهلاكها بل استبدالها بسلع أخرى، تساوي كمية العمل التي تمكنه من شراء أو امتلاك تلك السلع. من هنا، فإن العمل هو المقياس الحقيقي للقيمة القابلة للتبديل لجميع السلع. السعر الحقيقي لكل شيء، ما يتكلفه حقًا الرجل الذي يريد الحصول على شيء ما، هو الجهد والتعب وصعوبة الحصول عليه.»
عندما يتصرف الجزار والخمّار والخباز ضمن قيود اقتصاد السوق المفتوح، فإن سعيهم لتحقيق المصلحة الذاتية، كما يعتقد سميث، يدفع إلى تصحيح الأسعار الحقيقية لتساوي قيمها العادلة. بيانه الكلاسيكي عن المنافسة أتى على النحو التالي:
«عندما تكون كمية أي سلعة تُطرح في السوق أقل من الطلب الفعلي عليها، لا يمكن تزويد جميع أولئك الذين هم على استعداد للدفع... بالكمية التي يريدونها... سيكون بعضهم على استعداد لتقديم المزيد مقابل الحصول عليها. ستبدأ المنافسة في ما بينهم، وسيرتفع سعر السوق... عندما تتجاوز الكمية المعروضة في السوق الطلب الفعلي، لا يمكن بيع السلع جميعًا لأولئك الذين هم على استعداد لدفع القيمة الإجمالية لها، وبالتالي سينخفض سعر السوق.»

#### محدداتها
تتناقض رؤية سميث لاقتصاد السوق الحر القائمة على الملكية الآمنة وتراكم رأس المال وتوسيع الأسواق وتقسيم العمل مع الرؤية الإتجارية التي تحاول «تنظيم جميع الأعمال البشرية الشريرة». اعتقد سميث أن هناك بالضبط ثلاث وظائف مشروعة للحكومة، الثالثة منها هي:
«... إقامة وصيانة بعض الأشغال العامة وبعض المؤسسات العامة، والتي لا يمكن أن تكون أبدًا لمصلحة أي فرد أو عدد صغير من الأفراد. إن إقامة وصيانة.. كل نظام يسعى... إلى توجيه حصة من رأس المال نحو صناعة معينة أكبر من الحصة والتي كان المجتمع يوجهها بالحالات الطبيعية، سيؤخر تقدم المجتمع نحو الثروة والعظمة بدل تسريعه.»
جادل سميث بأن الكارتيلات غير مرغوب فيها نظرًا لقدرتها على الحد من إنتاج وجودة السلع والخدمات، كما انتقد الدعم الحكومي لأي نوع من أنواع الاحتكار الذي يتقاضى دائمًا أعلى سعر «يمكنهم إخراجه من المشترين».

### ويليام بيت الاصغر
اعتمد ويليام بيت الأصغر (1759-1806)، رئيس الوزراء البريطاني المحافظ خلال الفترة من 1783 إلى 1801، في مقترحاته الضريبية على أفكار آدم سميث، ودافع عن التجارة الحرة باعتبارها رسولًا مخلصًا لثروة الأمم. عُيّن سميث مفوضًا للجمارك وفي غضون عشرين عامًا، أصبح لدى سميث أتباع من الجيل الجديد عازمين على بناء علم الاقتصاد السياسي.

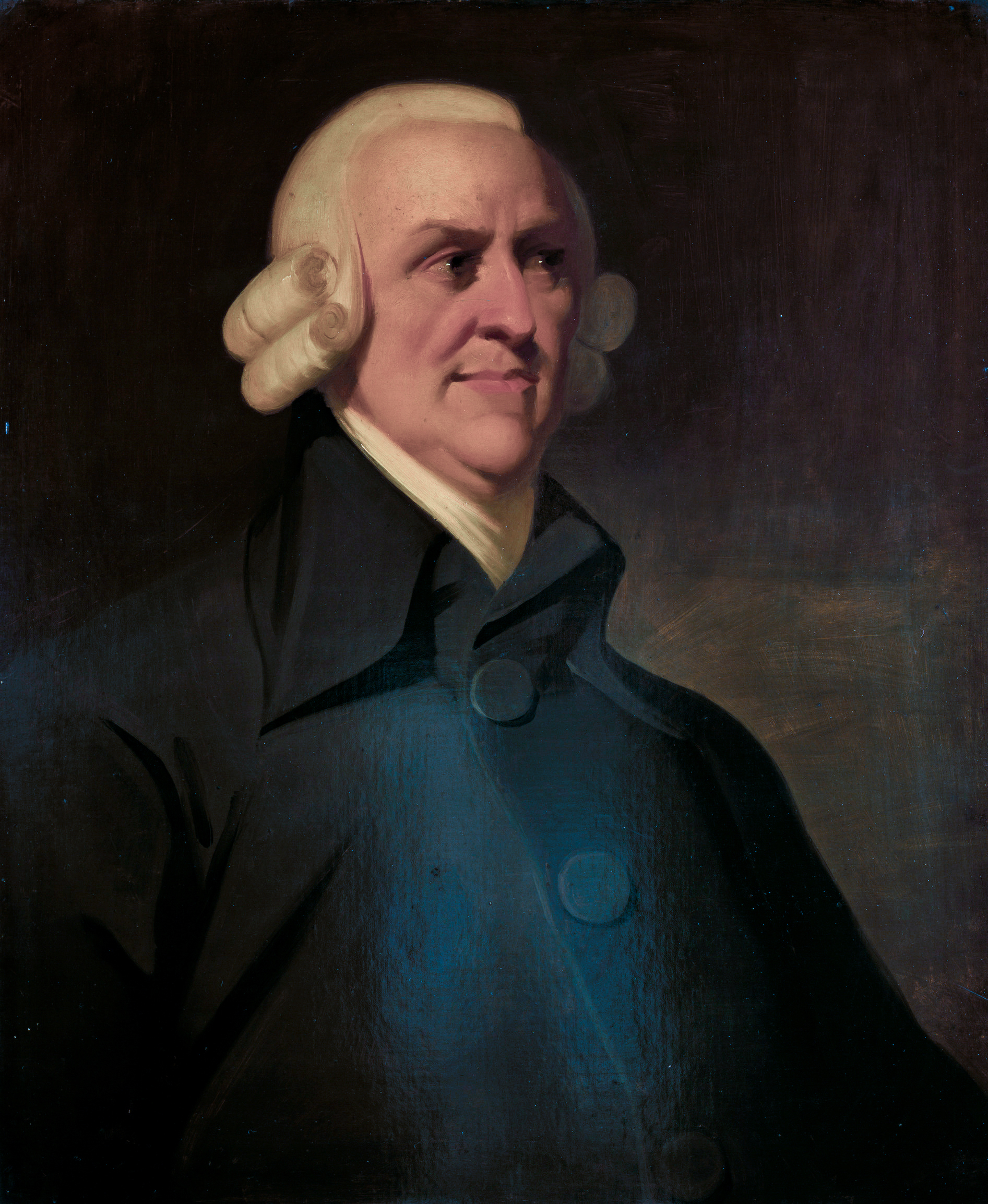
آدم سميث

### إدموند بورك
عبر آدم سميث عن إعجابه بآراء النائب الأيرلندي إدموند بورك (1729-1797)، المعروف على نطاق واسع كفيلسوف سياسي قائلًا:
| تاريخ الفكر الاقتصادي | بورك هو الرجل الوحيد الذي عرفته والذي يفكر في المواضيع الاقتصادية تمامًا كما أفعل دون حصول أي اتصال سابق بيننا | تاريخ الفكر الاقتصادي |

كان بورك خبيرًا سياسيًا مخضرمًا اشتهر بكتابه «أفكار وتفاصيل عن الندرة». كان ينتقد السياسة الليبرالية على نطاق واسع، وأدان الثورة الفرنسية التي بدأت عام 1789. في عمله «تأملات حول الثورة في فرنسا» (1790)، كتب أن 
| تاريخ الفكر الاقتصادي | عصر الفروسية قد مات وأن عصر السفسطائيين والاقتصاديين والحسّابين قد نجح وأن مجد أوروبا انطفأ إلى الأبد | تاريخ الفكر الاقتصادي |

تضمنت تأثيرات سميث المعاصرة فرانسوا كيسناي وجاك تورغوت اللذين التقاهما في زيارة لباريس، وديفيد هيوم. أنتج ذلك الزمان حاجة مشتركة بين المفكرين لشرح الاضطرابات الاجتماعية للثورة الصناعية التي تحدث، ولإظهار أنه ما يزال هناك نظام في خضمّ الفوضى وغياب الهيكليات الإقطاعية والملكية في أوروبا.

### جيريمي بينثام
كان جيريمي بينثام (1748-1832) أكثر المفكرين راديكالية في عصره، وهو الذي طور مفهوم النفعية. كان بنثام ملحدًا ومصلحًا للسجون وناشطًا في مجال حقوق الحيوان ومؤمنًا بالاقتراع العام وحرية التعبير والتجارة الحرة والتأمين الصحي في وقت لم يجرؤ فيه الكثيرون على الدفاع عن أي من هذه الأفكار. كان يدرس بصرامة منذ سن مبكرة، فأنهى دراسته الجامعية واستُدعي إلى نقابة المحامين في سن الثامنة عشر. كان كتابه الأول «شظية عن الحكومة» (1776)، الذي نُشر دون الكشف عن هوية كاتبه، عبارة عن نقد حاد لتعليقات ويليام بلاكستون على قوانين إنجلترا. اكتسب هذا الكتاب نجاحًا واسعًا حتى تبين أن بنثام الشاب، وليس بروفيسورًا موقرًا قد كتبه. في مقدمة لكتاب «مبادئ الأخلاق والتشريع» (1789) حدد بنثام نظريته عن المنفعة.

### جان بابتيست ساي
كان جان بابتيست ساي (1767-1832) فرنسيًا من مواليد ليون ساعد في نشر أعمال آدم سميث في فرنسا. احتوى كتابه «مقالة عن الاقتصاد السياسي» (1803) على فقرة قصيرة أصبحت فيما بعد عقيدة في الاقتصاد السياسي حتى وقع الكساد العظيم، المعروف الآن باسم قانون ساي للأسواق. جادل ساي أنه لا يمكن أن يكون هناك نقص عام في الطلب أو تخمة عامة للسلع في الاقتصاد ككل. ينتج الناس أشياء لتلبية رغباتهم الخاصة بدلًا من رغبات الآخرين، وبالتالي فإن الإنتاج ليس مسألة إمداد بل إشارة إلى المنتجين الذين يطالبون بالسلع.
وافق ساي على مبدأ توفير الأسر جزءًا من دخلها، ولكن على المدى الطويل، يجب استثمار هذه المدخرات. يمثل الاستثمار والاستهلاك عنصرين من عناصر الطلب، بحيث يساوي الإنتاج الطلب، وبالتالي يستحيل أن يفوقه، أو أن يكون هناك «تخمة» في العرض. هذا وأضاف ساي أن المال محايدٌ، لأن دوره الوحيد هو تسهيل التبادلات، وبالتالي، فإن الناس يطلبونه المال فقط لشراء السلع.

### دايفيد ريكاردو
ولد ديفيد ريكاردو (1772-1823) في لندن. أصبح تاجرًا ثريًا في سوق الأسهم عند بلوغه السادسة والعشرين من عمره، واشترى لنفسه مقعدًا للدوائر الانتخابية في أيرلندا للحصول على منصب في مجلس العموم بالبرلمان البريطاني. أشهر أعمال ريكاردو هو «مبادئ الاقتصاد السياسي والضرائب» (1817)، الذي يحتوي على نقده للعقبات التي تعترض التجارة الدولية ووصفًا للطريقة التي يوزّع بها الدخل على السكان. ميّز ريكاردو بين العمال الذين حصلوا على أجر ثابت عند مستوى يمكنهم من خلاله البقاء، وبين ملاك الأراضي الذين يكسبون إيجارًا، وبين الرأسماليين الذين يمتلكون رأس المال ويجنون أرباحًا.
إذا زاد عدد السكان، يصبح من الضروري زراعة أراضٍ إضافية، تقل خصوبتها عن الحقول المزروعة سابقًا، بسبب مبدأ تناقص الإنتاجية. لذلك، ترتفع تكلفة إنتاج القمح وكذلك سعره: كما تزداد أسعار الإيجارات أيضًا كما الأجور. تنخفض الأرباح حتى يصبح من الصعب على الرأسماليين الاستثمار فيدخل الاقتصاد بحالة من الاستقرار، وهذا الأمر لا بدّ أن يحصل في النهاية.

### جون ستيوارت ميل
كان جون ستيوارت ميل (1806-1873)، الشخصية المهيمنة على الفكر الاقتصادي السياسي في عصره، عضوًا في البرلمان عن مقعد وستمنستر وفيلسوفًا سياسيًا بارزًا. كان ميل طفلًا معجزة، قرأ اليونانية القديمة عند بلوغه الثالثة، وكان والده جيمس ميل يدرّسه بشدّة. كان جيريمي بينثام مرشدًا مقربًا وصديقًا للعائلة، كما تأثر ميل بشدة بديفيد ريكاردو. كان كتاب ميل، الذي نُشر لأول مرة عام 1848 بعنوان «مبادئ الاقتصاد السياسي»، ملخّصًا للفكر الاقتصادي في منتصف القرن التاسع عشر.
استخدمت معظم الجامعات مبادئ الاقتصاد السياسي (1848) كنص قياسي في بداية القرن العشرين. فيما يتعلق بمسألة النمو الاقتصادي، حاول ميل إيجاد حلّ وسط بين وجهة نظر آدم سميث حول الفرص المتزايدة باستمرار للابتكار التجاري والتكنولوجي، وبين نظرة توماس مالتوس عن محدودية عدد السكان. في كتابه الرابع، حدد ميل عددًا من النتائج المستقبلية المحتملة بدلًا من التنبؤ بنتيجة محددة.

### الاقتصاد السياسي الكلاسيكي

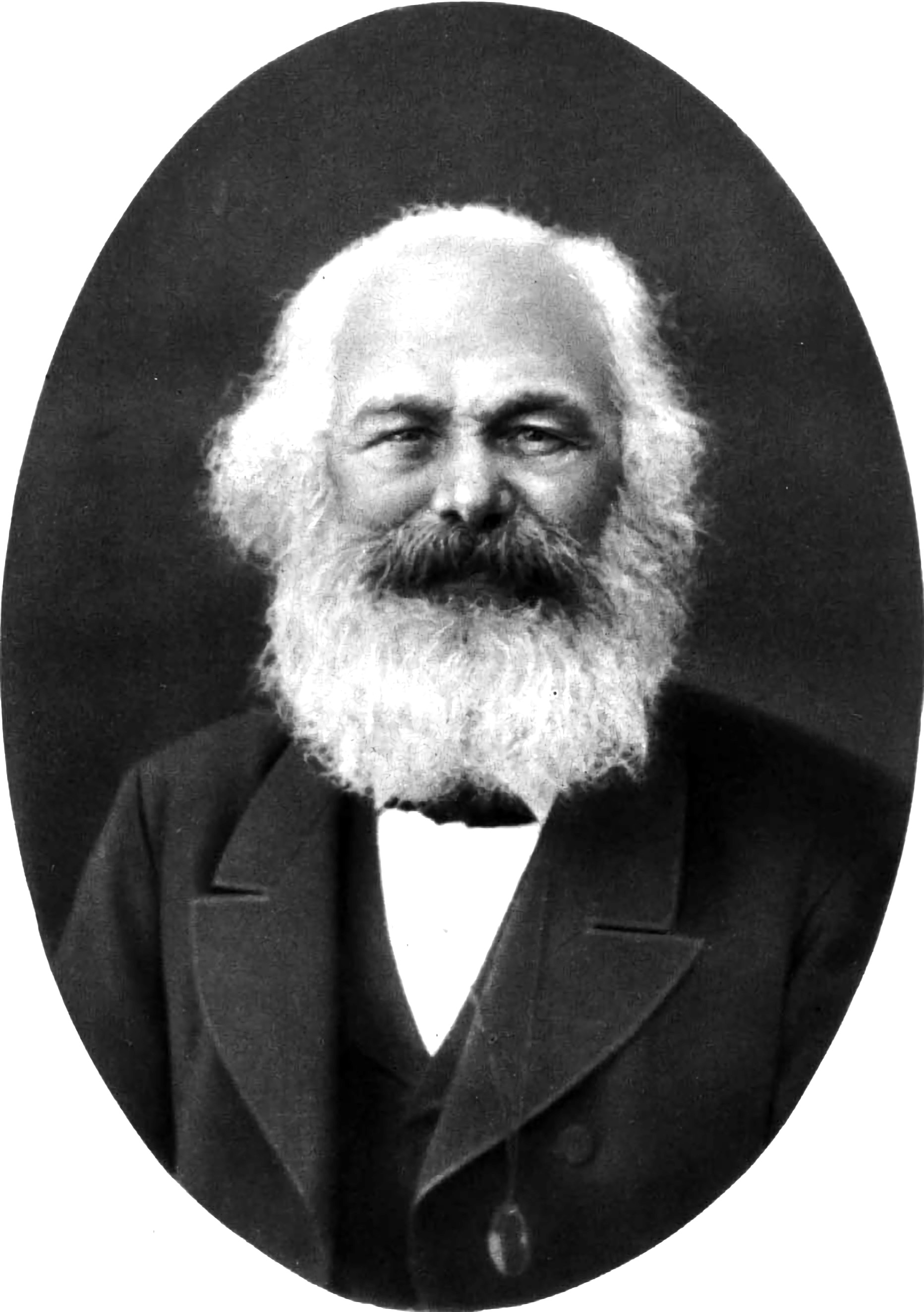
كارل ماركس

كان كارل ماركس أول من اشار إلى الاقتصاديين الكلاسيكيين كمجموعة. إحدى النظريات التي توحدهم كانت نظرية العمل للقيمة، على النقيض من القيمة المستمدة من نظرية التوازن العام للعرض والطلب. كان هؤلاء الاقتصاديون قد شهدوا أول تحول اقتصادي واجتماعي أحدثته الثورة الصناعية: هجرة سكان الريف والفقر وظهور طبقة عاملة.
تساءل هؤلاء عن النمو السكاني، لأن التحول الديموغرافي بدأ في بريطانيا العظمى في ذلك الوقت بالتحديد. كما طرحوا العديد من الأسئلة الأساسية حول مصدر القيمة وأسباب النمو الاقتصادي ودور المال في الاقتصاد. لقد دعموا اقتصاد السوق الحرة، بحجة أنه نظام طبيعي قائم على الحرية والملكية. على الرغم من كل ذلك، قُسموا ولم يشكلوا تيارًا فكريًا موحدًا.
كان هناك تيار ملحوظ في الاقتصاد الكلاسيكي هو نظرية الاستهلاك المفرط، كما تقدمت به مدرسة برمنغهام وتوماس روبرت مالتوس في أوائل القرن التاسع عشر. وقد طالب هؤلاء بالتحرك الحكومي للتخفيف من البطالة والركود الاقتصادي، وكانوا سلفًا لما أصبح فيما بعد يُعرف بالاقتصاد الكينزي في ثلاثينيات القرن العشرين. مدرسة أخرى بارزة كانت رأسمالية مانشستر، التي دعت إلى التجارة الحرة وعارضت السياسة الإتجارية السابقة.

### كارل ماركس والشيوعية
كتب ماركس تحفته «رأس المال» (1867) في مكتبة المتحف البريطاني في لندن. يبدأ كارل ماركس بمفهوم السلع. يقول ماركس أن الإنتاج قبل الرأسمالية كان يعتمد على العبودية، في روما القديمة على سبيل المثال، ثم العبودية في المجتمعات الإقطاعية في أوروبا في العصور الوسطى. أنتج الوضع الحالي لتبادل العمل وضعًا غير منتظم وغير مستقر تسمح ظروفه باندلاع الثورة. يشتري الناس ويبيعون عملهم كما يشترون ويبيعون السلع والخدمات. لقد أصبح الناس أنفسهم سلعة يمكن التخلص منها، كما كتب ماركس في البيان الشيوعي.
يستخدم ماركس كلمة «سلعة» في مناقشة ميتافيزيقية مكثفة لطبيعة الثروة المادية، وكيف يتم إدراك كائنات الثروة وكيف يمكن استخدامها. عندما يخلط الناس عملهم مع شيء أو غرض يصبح هذا الغرض «سلعة». في العالم الطبيعي هناك أشجار وألماس وخام الحديد وهناك الناس. في العالم الاقتصادي تصبح هذه المواد الخام كراسي وخواتم ومصانع وعمال. يقول ماركس أن للسلع الأساسية طبيعة مزدوجة وقيمة مزدوجة. يميز قيمة استخدام شيء ما عن قيمة التبادل. يمكن الحديث عن قيمة استخدام سلعة ما فقط عند استخدام تلك السلعة أو استهلاكها. حاول ماركس دعم نظريته من خلال ربط أفكاره حول «فائض القيمة» و «وقت العمل الضروري اجتماعيًا» مع نظرية العمل الكلاسيكية للقيمة ونظريات الإيجار. تقول نظرية ماركس أن الناس يبالغون في قيمة السلع الأساسية مثل الماس اللامع. طبق ماركس التمييز في الاستخدام أو التبادل على العمل وادعى أن أصحاب العمل يدفعون لعمالهم أقل «بالقيمة التبادلية» مما ينتجوه في «قيمة الاستخدام» لذلك، كما يقول ماركس، الرأسمالية هي نظام استغلالي.
اعتقد ماركس أن جيش الاحتياط للعاطلين عن العمل سوف ينمو وينمو، مما يزيد من الضغط على الأجور لأن الناس اليائسين سيقبلون العمل مقابل بدل أقل. ولكن هذا من شأنه أن ينتج عجزًا في الطلب حيث أن قدرة الشعب على شراء المنتجات ستنخفض. قد ينتج عن وفرة من المنتجات غير المباعة انخفاضٌ في مستوى الإنتاج وتراجعٌ في الأرباح إلى أن نقع في ركود اقتصادي سيؤدي في نهاية المطاف إلى ثورة ستنشئ مجتمعًا بلا طبقية.